# Adrián Patiño
Adrián Patiño Carpio (La Paz, Bolivia; 18 de febrero de 1895 - La Paz, Bolivia; 4 de abril de 1951) fue un destacado militar, director de bandas y compositor de música boliviano.
Patiño fue un compositor de gran sensibilidad, apeló a la tradición folklórica popular boliviana y creó un estilo musical que quizás pueda definirse como indigenista. Su obra elabora esa rica veta musical andina en músicas como En los Andes Bolivianos y Nevando está (Khunuskiwa).

## Biografía
Adrián Patiño nació el 19 de febrero de 1895 en la ciudad de La Paz, Bolivia. Fue hijo de José Patiño de la Veja y de Encarnación Carpio Vargas. En 1900, comenzó sus estudios primarios y los secundarios en 1909, saliendo bachiller en 1912 del colegio Don Bosco de La Paz. Hizo también al mismo tiempo sus estudios musicales en el Conservatorio Nacional de Música de la ciudad siendo su profesor el músico Rosendo Torrico.
Su desempeño laboral en la música comenzó ese mismo año de 1912 iniciándose como profesor de música y canto, trabajando en varias escuelas y colegios de la ciudad de La Paz. Años después y ya como músico y compositor, organizó y dirigió diferentes conjuntos de estudiantinas y orquestales.
Por su reconocida capacidad, Patiño es invitado en 1926 a incorporarse a la Banda de Música del Regimiento Loa 4 de Infantería como Director de la Banda de Música, recibiendo el grado de Subteniente. Luego, el maestro salta a la fama logrando una sonada victoria para Bolivia en un concurso de bandas de música realizado en el teatro Colón de Buenos Aires en 1927, interpretando sus propias composiciones y la obra de otros compositores nacionales. En julio de aquel mismo año, Patiño dirige con éxito la banda militar de músicos del Regimiento 3 Pérez que acompañó a la delegación boliviana invitada a la inauguración del monumento a Bartolomé Mitre en conmemoración al centenario de su nacimiento en Argentina.
La carrera de Patiño en la rama de música marcial es meteórica y sus continuos éxitos le valieron constantes ascensos, primero a Capitán, luego a Mayor, grado con el que llegó a la Guerra del Chaco en 1932, año en el que también recibe del gobierno de Francia la condecoración "Palmas Académicas".  
Una vez terminada la guerra Patiño es ascendido a teniente coronel, con el cargo de director general de las Bandas de Música del Ejército, y preside la Escuela de Música del Ejército en Viacha durante 15 años hasta su fallecimiento en 1951. Durante esta etapa, bajo la tutela de Patiño esta escuela alcanza cotas de profesionalismo y reconocimiento internacional nunca vistas en el País. Por eso, luego del fallecimiento del Tcnl., los ex-prisioneros de la Guerra del Chaco, considerando como justo reconocimiento a su labor tesonera y anónima en bien de la Institución y de la Sociedad, solicitaron al gobierno la denominación de Escuela Militar de Música con el nombre del “Tcnl. Adrián Patiño Carpio”, llevando desde entonces este apelativo.
Su producción musical que hizo en el campo militar, hasta hoy se continua ejecutándose en desfiles cívicos y militares como ser: La Marcha Presidencial (que en la actualidad está incorporada al reglamento de honores y saludos de las fuerzas armadas de Bolivia); Plegaria del silencio; Himno del policía; Himno del Colegio Militar del Ejército; Himno a la madre y varios marchas militares, como ser Laureles, Montados en corceles arrogantes, En Rojo, Tres Armas, etc.
Destaca su dedicación a crear composiciones musicales en honor al espíritu deportivo siendo su obra más conocida en este ámbito la composición Sanos y Fuertes que posteriormente se convirtió en el Himno al Deportista Boliviano. Fue muy conocida también su afición por el Club The Strongest, institución a la cual dedicó otra de sus grandes obras, Q'uniskiwa, que en 1936 se convirtió en el Himno del Club con letra de Froilán Pinilla. También le dedicó otras canciones como Mi Chayñita o Valeroso Gualdinegro
Adrián Patiño falleció en la ciudad de La Paz el 4 de abril de 1951 a los 56 años de edad. Actualmente en su honor, la Escuela Militar de Música del Ejército de Bolivia lleva su nombre como justo reconocimiento a sus obras y composiciones musicales.

## Obras
El repertorio del bardo paceño incluye un amplio abanico de estilos.

### Marchas Militares
- Adelante Collasuyu
- La unión hace la fuerza
- Marcha Zalles
- Confraternidad Perú-Boliviana
- Filarmónica 1.º de Mayo
- El patriotismo del obrero, Copacabana
- Glorioso Clarín del Chaco
- Marcha Presidencial (dedicada al presidente Tcnl. Germán Busch)
- Denodado Loa
- Regimiento Pérez
- Estrella Solitaria
- Guardia de Honor
- General Carlos Quintanilla Quiroga
- Laureles
- Laureles y estrellas de oro
- Por el vasto campo del Sport
- Honor y lealtad
- Sargento Tejerina
- Sanos y Fuertes o Himno al deportista boliviano
- Los Sargentos
- Recuerdos de Bolivia
- Beni
- Unión Estudiantil
- Conscripto Boliviano
- Bandera Tricolor
- El Atleta

### Marchas Fúnebres
- Madre escucha mi plegaria
- Paz, gloria y recuerdo
- Llora mi corazón tu partida

### Himnos
- Himno del Colegio Militar del Ejército
- Himno al Deportista Boliviano
- Himno a la Cruz Roja
- Marcha Coral Pre-Militar
- Himno al Arma de Caballería
- Himno de la Falange socialista Boliviana
- Himno del Policía
- Himno del Club The Strongest
- Himno del Colegio Lourdes

### Fox-trots
- Corazón de Oro
- Adorada Eleníta
- Cantumarqueñita
- Lurpila
- Irpaveñita
- Irpastay
- La Huerta
- Despierta amorcito
- Mi pastorcita
- Cariñito
- Q'uniskiwa o Nevando Está
- Alborada Andina

Además de un sinnúmero de Boleros de Caballería, Preludios, Danzas, Yaravíes, Canciones Infantiles, Valses huayños, Cuecas, Bailecitos y Sinfonías.